# Shanti Snyder
Shanti Snyder (シャンティ・スナイダー) est une chanteuse, compositrice, et présentatrice de l'émission J-Melo. Elle a fait de nombreuses collaborations avec de grands artistes, dont Yōko Kanno qui l'ont fait connaître.
Elle commence sa carrière solo en 2008 avec l'album Share My Air sous le label Hayama.

## Biographie
Shanti (Shanti Snyder) est moitié japonaise, moitié américaine. Elle écrit des chansons, chante et elle présente l'émission J-Melo sur la NHK world. Elle a chanté dans divers clubs et avec beaucoup d'artistes connus. La voix de Shanti est connue dans le monde grâce à ses collaborations avec Yōko Kanno, notamment dans "Escaflowne - The movie". Elle participe aussi à des publicités en enregistrant des chansons et des récits pour des entreprises comme Coca-Cola, Tokyo Disney Resort, Xerox et beaucoup d'autres.
En 2008, elle écrit avec Hajime Yoshizawa la chanson "Home", dans laquelle on entend sa voix. Elle a obtenu l'attention au Japon quand la chanson a été employé pour une campagne télévisée "Mount Rainer's Caffe Latte" avec Scarlet Johannsen. En juin 2008, quand la chanson est sortie sur iTunes pour promouvoir l'album de Hajime Yoshizawa, elle arrive n°1 en très peu de temps sur iTunes. Elle a également écrit 4 chansons pour le premier album "C.L.L Crystal Lover Light" de Crystal Kay.
Le premier album de Shanti, "Share My Air", sort le 18 janvier 2008 et est enregistré à Paris avec de nombreux musiciens connus. L'album sort au Japon sous le label Hayama.
D'octobre 2008 à mars 2010, Shanti présente J-Melo sur NHK World, une émission de musique diffusée dans le monde entier.
Le 23 juin 2010 elle sort son 2e album "Born to Sing" qui arrive 154e à l'Oricon. Le 8 décembre 2010, elle sort son premier single "The Christmas Song".
Le 26 janvier 2011, elle sort un nouvel album "Romance with Me" qui arrive 102e à l'Oricon. Shanti fera un tournée en Europe en été 2011, comprenant la fête de la musique et la Japan Expo 2011 en France. Le 20 juillet 2011, elle sortira son premier mini-album "Sunny and Blue ~ J-pop'n Jazz" qui contient des chansons qu'elle a écrites, toutes en anglais, sauf une "Koi to machine gun" qui est en français.

## Discographie

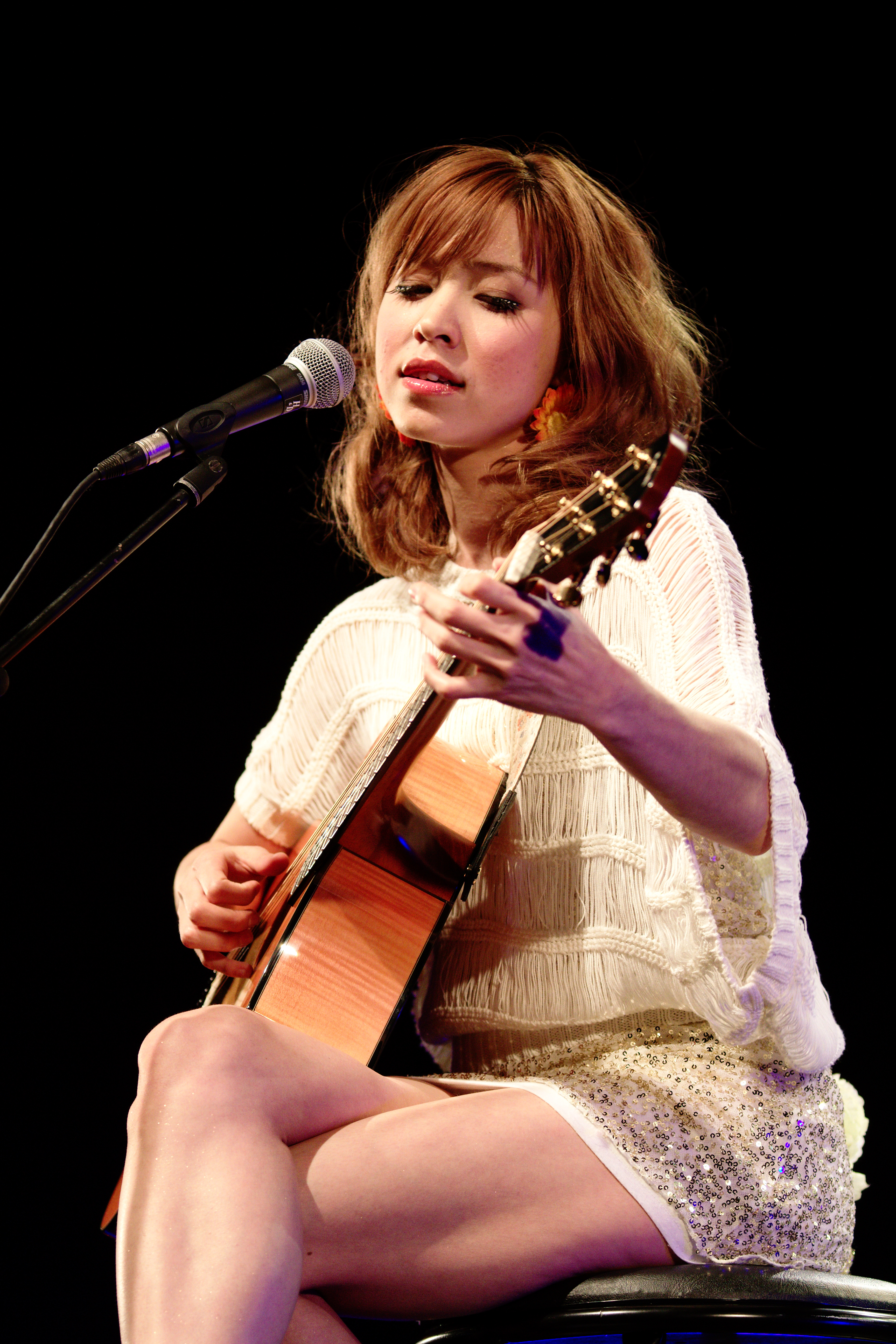
Shanti Snyder en concert à Japan Expo 2011